# Coulmier-le-Sec
Coulmier-le-Sec ist eine französische Gemeinde mit 240 Einwohnern (Stand 1. Januar 2022) im Département Côte-d’Or in der Region Bourgogne-Franche-Comté. Sie gehört zum Kanton Châtillon-sur-Seine und zum Arrondissement Montbard.
Nachbargemeinden sind Nesle-et-Massoult im Nordwesten, Ampilly-le-Sec im Norden, Chamesson im Nordosten, Aisey-sur-Seine im Osten, Chemin-d’Aisey im Südosten, Villaines-en-Duesmois im Süden und Puits im Südwesten.

## Bevölkerungsentwicklung
| Jahr                       | 1962 | 1968 | 1975 | 1982 | 1990 | 1999 | 2008 | 2015 |
| -------------------------- | ---- | ---- | ---- | ---- | ---- | ---- | ---- | ---- |
| Einwohner                  | 356  | 336  | 307  | 304  | 286  | 254  | 273  | 265  |
| Quellen: Cassini und INSEE |      |      |      |      |      |      |      |      |

## Sehenswürdigkeiten

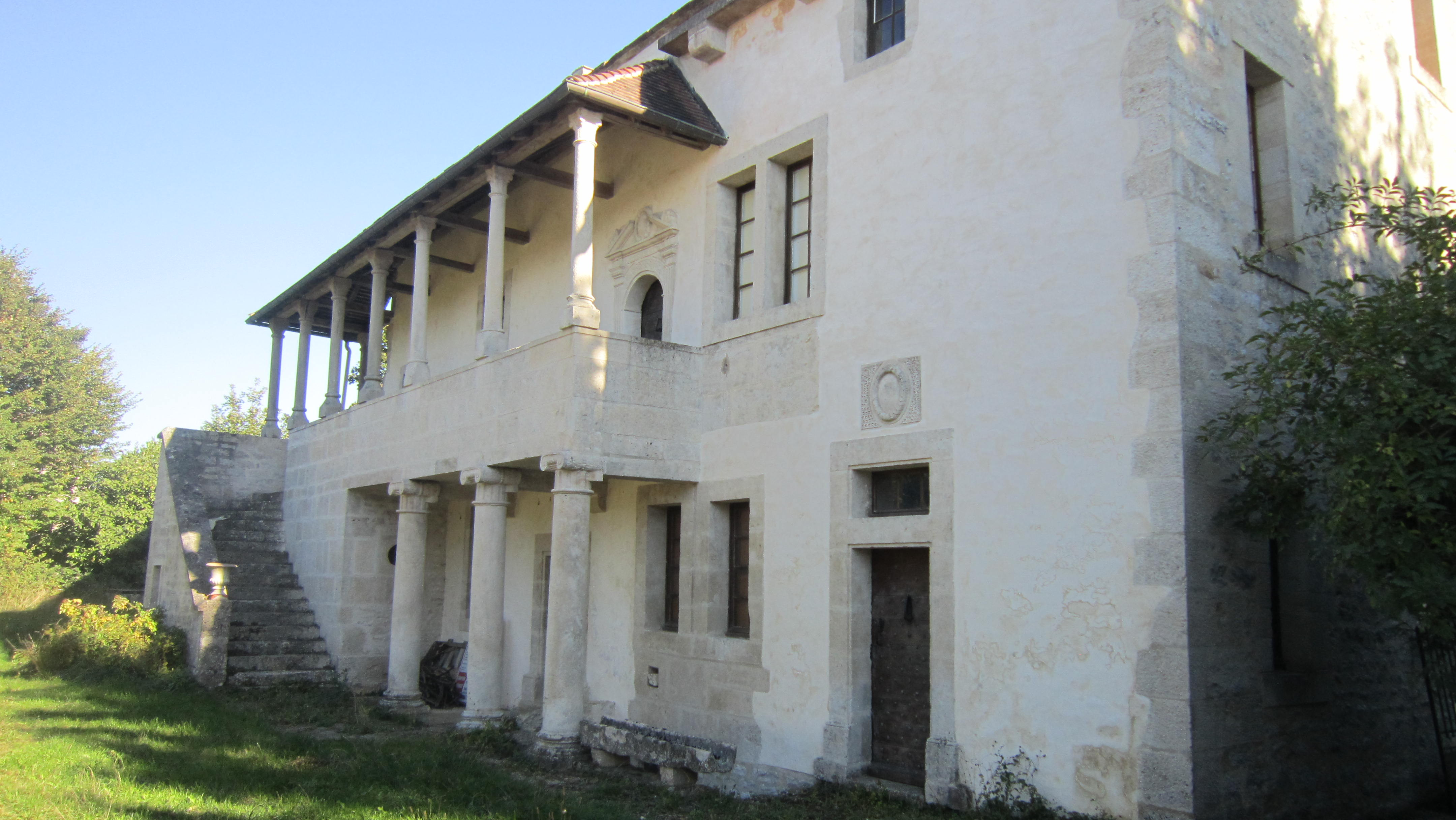
Maison des Templiers, Monument historique seit 1945
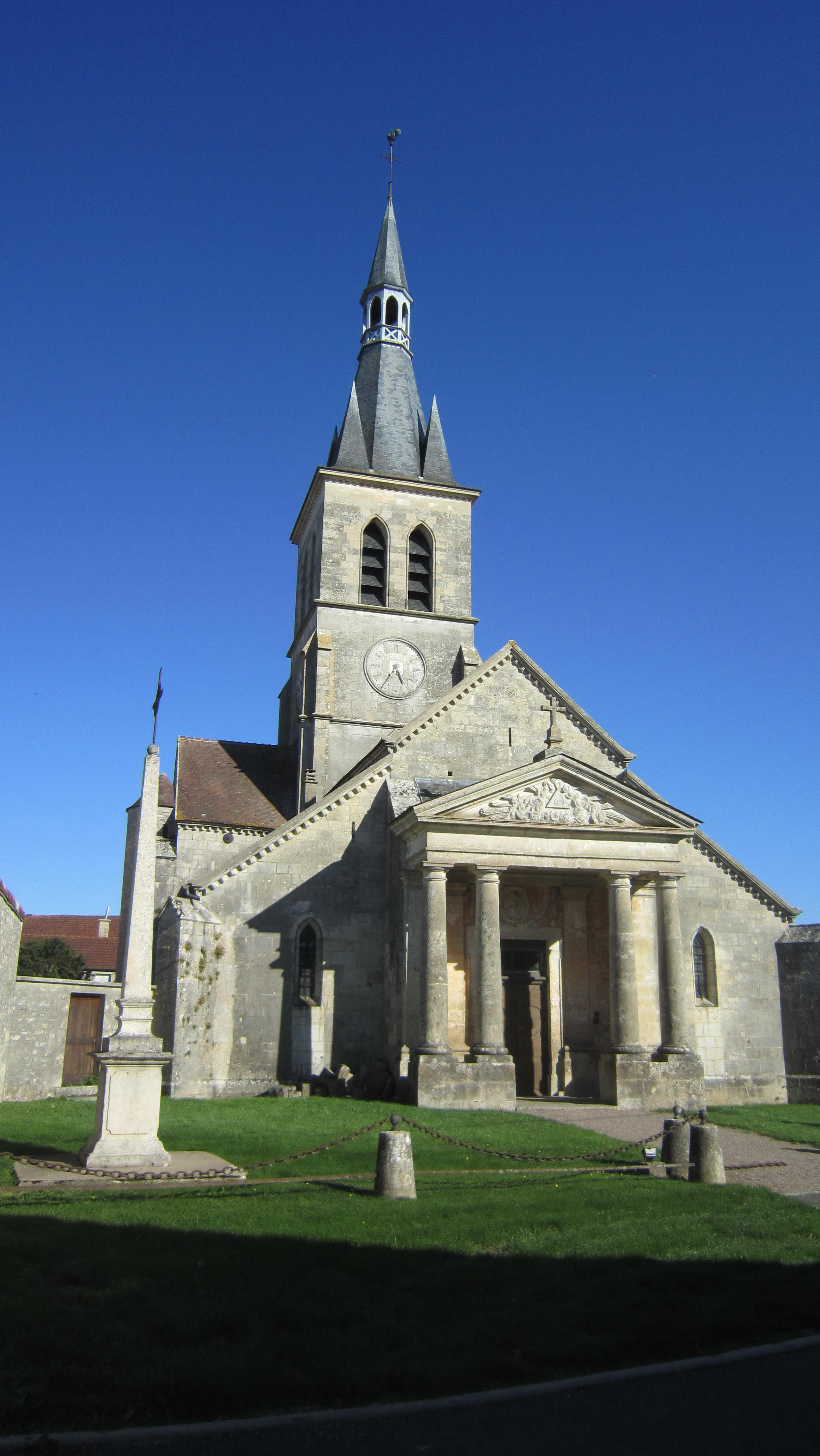
Kirche Saint-Germain-d’Auxerre, Monument historique seit 1941
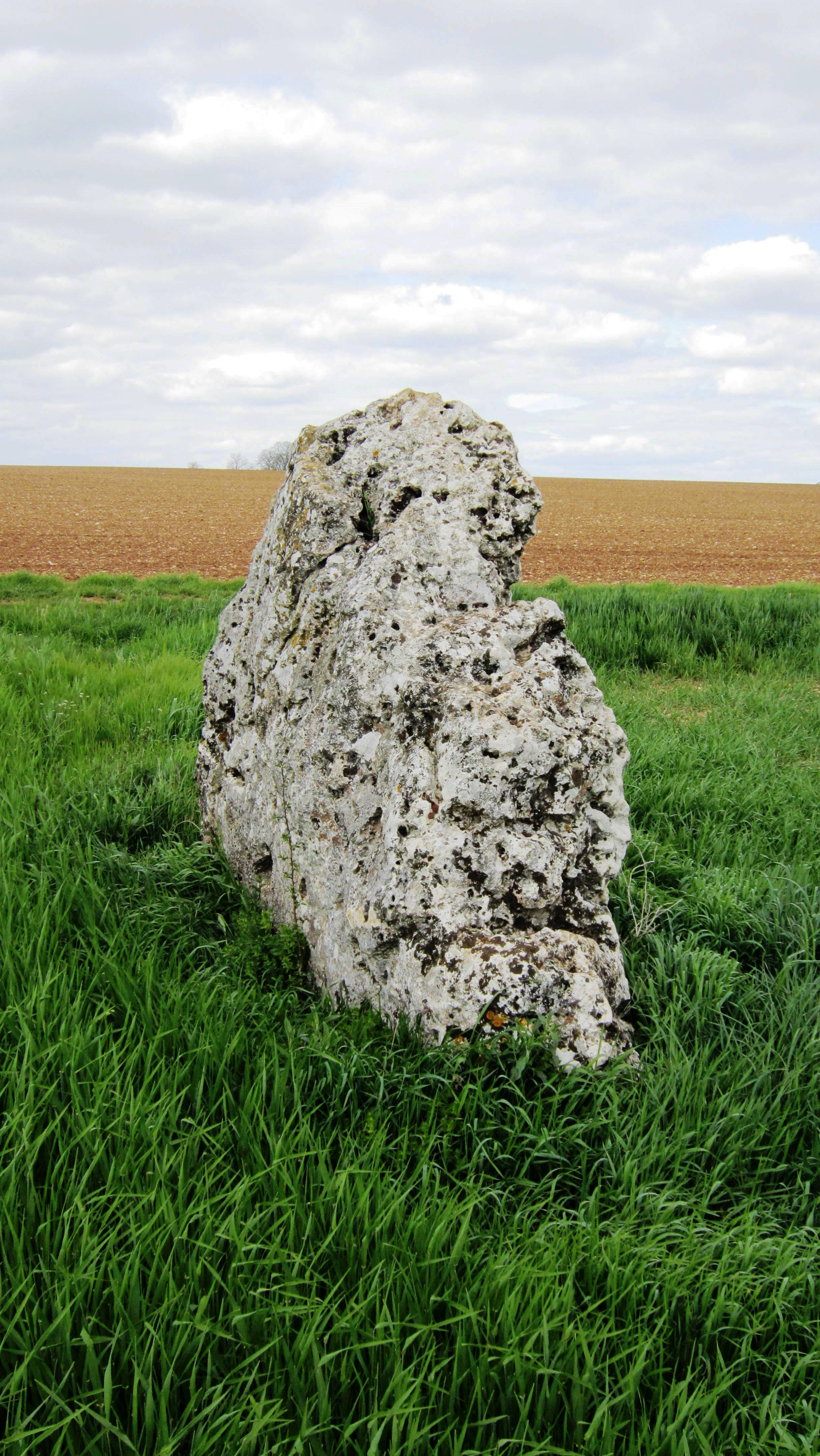
Menhir La grande Borne de Coulmier